# K2/ハロルドとテイラー
『K2/ハロルドとテイラー』（原題: K2）は、1991年制作のアメリカ合衆国の映画。日本での劇場公開タイトル及びビデオタイトルは『K2/愛と友情のザイル』。脚本にも参加したパトリック・マイヤーズの戯曲『K2』をベースとしているが結末は変えている。
カラコルム山脈の最高峰・K2への登頂に挑む登山家たちを描いたドラマ映画であり、実際にK2でロケが行なわれた。
藤岡弘も日本人登山家役で出演している。藤岡のアメリカ映画への出演は『SFソードキル』に次いで2作目。

## あらすじ
弁護士で個人主義者のテイラーと物理学者で伝統的な道徳観を持つハロルドは、全く対照的な性格だが世界中の山を制覇するという目標で一致しており、堅い絆で結ばれていた。
ある時、2人がアラスカの断崖でトレーニングをしていると、世界的な登山家クレイボーン率いる山岳パーティーが雪崩に巻き込まれる。彼らを救助した2人は、彼らが次にK2への登頂を計画している事を知り、パーティーに加わる事になる。
様々な困難を乗り越えK2登頂を目指すハロルドとテイラーであったが、最終アタックの2名に選ばれず、お互いの間に亀裂が生じる。そんな中、最終アタックの1人が遭難してしまう。

## キャスト
- マイケル・ビーン：テイラー・ブルックス（日本語吹き替え：堀之紀）
- マット・クレイヴン：ハロルド・ジェームソン
- パトリシア・シャーボノー：ジャッキー・メトカーフ
- レイモンド・J・バリー：フィリップ・クレイボーン
- ルカ・バーコヴィッチ：ダラス・ウルフ
- 藤岡弘：清水タカネ
- ジュリア・ニクソン＝ソウル：シンディ・ジェームソン